# 小行星3416
小行星3416（3416 Dorrit）是一颗绕太阳运转的小行星，为火星轨道穿越小行星。该小行星于1931年11月8日发现。

## 轨道参数
小行星3416的轨道半长轴为1.9175505 UA，离心率为0.207。